# Planet-Werke
Planet-Werke, Max Blohm & Co. war ein deutscher Hersteller von Automobilen.

## Unternehmensgeschichte
Das Unternehmen aus Berlin-Charlottenburg begann 1907 mit der Produktion von Automobilen. Der Markenname lautete Planet. 1908 endete die Produktion.

## Fahrzeuge
Das Unternehmen stellte die Modelle 7/8 PS mit Zweizylindermotor und 10/12 PS mit Vierzylindermotor her. Die Fahrzeuge verfügten über ein Planetengetriebe.